# Moving Out (jeu vidéo)
Pour l’article homonyme, voir Moving Out (album) pour l'album de jazz paru en 1954.
Moving Out est un jeu de simulation de déménagement coopératif de 2020 développé par le studio suédois DevM Games et le développeur australien SMG Studio. Dans une expérience coopérative locale, les joueurs déplacent des objets d'une maison dans une camionnette de déménagement tout en faisant face à une physique exagérée,,. Le jeu est sorti sur Microsoft Windows, Nintendo Switch, PlayStation 4 et Xbox One le 28 avril 2020.

## Système de jeu
Les joueurs de Moving Out jouent le rôle de déménageurs, déplaçant des meubles et des appareils électroménagers (tels que des canapés, des réfrigérateurs et des micro-ondes) d'une maison à un camion de déménagement dans un délai limité. En cours de route, des obstacles (tels que des râteaux, des incendies, de la glace et même des fantômes) peuvent être rencontrés. Certains objets lourds nécessitent deux personnes pour être déplacés, tandis que d'autres objets sont fragiles et peuvent être facilement brisés. Les objets peuvent être lancés. Les joueurs sont classés par médaille de bronze, d'argent et d'or, en fonction de la rapidité avec laquelle tous les objets sont emballés dans le camion. Les niveaux ont également des objectifs optionnels, tels que casser toutes les fenêtres de la maison ou emballer un objet non marqué. Des niveaux bonus supplémentaires peuvent de plus être débloqués.
Moving Out dispose d'une fonction "Mode Assistance", qui aide à réduire la difficulté du jeu. Avec cette fonctionnalité, le joueur peut ajouter du temps supplémentaire à la limite de temps, faire disparaître des objets de la livraison, supprimer des obstacles, rendre des objets plus légers ou même sauter des niveaux.
Une mise à jour téléchargeable gratuite a ensuite introduit un nouveau mode de jeu pour 12 des niveaux de jeu originaux qui inversent le jeu, demandant aux joueurs de retirer des objets d'un camion et de les placer dans des endroits appropriés.
En février 2021, un DLC pour toutes les plates-formes prises en charge a été publiée sous le nom de Movers in Paradise, qui a ajouté 14 nouveaux niveaux à l'histoire ainsi que de nouveaux personnages et de nouveaux types d'objets à déplacer.

## Développement
L'idée du jeu est venue du développeur Jan Rigerl aidant un ami à déménager. Rigerl a noté qu'il était devenu fasciné par le processus et les stratégies impliquées dans des choses telles que "déplacer un canapé autour d'un point d'étranglement dans un couloir ou installer plusieurs choses dans l'ascenseur" et notant également que le concept plairait aux gens en raison de la mauvaise réception générale que les entreprises de déménagement ont. Il a commencé à développer un tel jeu, mais au fur et à mesure qu'il grandissait, il a décidé de faire équipe avec Ashley Ringrose, PDG de SMG Games. Ringrose avait déjà collaboré avec Rigerl et avait tenté en vain de le faire rejoindre le studio. Le jeu précédent de SMG, Death Squared, a aidé à informer le développement du jeu, car ils voulaient éviter les erreurs commises avec ce jeu avec Ringrose déclarant que les leçons étaient "Concentrez-vous sur une identité visuelle forte, vibrante. Ayez un nom amusant et qui ne mentionne pas la mort ! Et avoir des personnages forts auxquels les gens peuvent s'identifier." 
Dès l'annonce du jeu, des comparaisons ont commencé à être faites avec Overcooked, un jeu multijoueur similaire sorti quelques années plus tôt. Ringrose a noté qu'avant la fabrication du prototype de Moving Out, il n'avait jamais joué à Overcooked et tout en adoptant la comparaison comme une "référence abrégée", il a également noté les diverses différences, Moving Out ayant une expérience solo plus ciblée,.

## Accueil
Moving Out a reçu des critiques généralement positives, la plupart des critiques louant son jeu multijoueur. Les comparaisons avec Overcooked étaient courantes.